# 袁鎮南
袁鎮南（1845年—1925年），字保臣，号辛坡，奉天奉天府遼陽州人，清朝政治人物。進士出身。

## 生平
光緒二年（1876年），參加丙子恩科會試，得貢士第65名。殿試登進士2甲第56名。同年五月（6月3日），改庶吉士。光緒三年四月癸丑（1877年6月9日），翰林院散馆，著以即用知縣。历河南桐柏、永城、祥符、河内知县，升光州知州，开封府、河南府、怀庆府知府。